# Brighton (Míchigan)
Brighton es una ciudad ubicada en el condado de Livingston en el estado estadounidense de Míchigan. En el Censo de 2010 tenía una población de 7444 habitantes y una densidad poblacional de 779,75 personas por km².

## Geografía
Brighton se encuentra ubicada en las coordenadas 42°31′47″N 83°47′4″O / 42.52972, -83.78444. Según la Oficina del Censo de los Estados Unidos, Brighton tiene una superficie total de 9.55 km², de la cual 9.21 km² corresponden a tierra firme y (3.5%) 0.33 km² es agua.

## Demografía
Según el censo de 2010, había 7444 personas residiendo en Brighton. La densidad de población era de 779,75 hab./km². De los 7444 habitantes, Brighton estaba compuesto por el 95.98% blancos, el 0.66% eran afroamericanos, el 0.44% eran amerindios, el 1.1% eran asiáticos, el 0.04% eran isleños del Pacífico, el 0.58% eran de otras razas y el 1.2% pertenecían a dos o más razas. Del total de la población el 2.3% eran hispanos o latinos de cualquier raza.